# Saujac
Saujac település Franciaországban, Aveyron megyében. Lakosainak száma 125 fő (2022. január 1.). Saujac Ambeyrac, La Capelle-Balaguier, Ols-et-Rinhodes, Salvagnac-Cajarc, Cadrieu és Montbrun községekkel határos.

## Népesség
A település népessége az elmúlt években az alábbi módon változott:
| Lakosok száma | 172  | 155  | 136  | 134  | 127  | 130  | 125  | 122  | 124  | 125  |
|               | 1968 | 1982 | 1990 | 2006 | 2013 | 2015 | 2017 | 2019 | 2020 | 2022 |